# Kozákov (národní přírodní památka)
Kozákov je národní přírodní památka v okrese Semily, která byla vyhlášena Okresním národním výborem Semily 13. června 1985 v katastrálních území Lestkov pod Kozákovem, Loktuše a Vesec pod Kozákovem. Rozloha chráněného území je 163,7 hektaru. Nachází se přibližně pět kilometrů od měst Turnov, Železný Brod a Semily. Zahrnuje západní melafyrové svahy Kozákovského hřbetu s čedičovými proudy, které přecházejí do zvlněné krajiny Českého ráje. Nadmořská výška se pohybuje mezi 420 až 720 m nad mořem. Území je součástí chráněné krajinné oblasti Český ráj a geoparku Český ráj.

## Ochrana
Předmětem ochrany je starý geologický útvar vzniklý sopečnou činností, naleziště unikátních minerálů – barevných chalcedonů a odrůd křemene, mořských i sladkovodních cenomanských usazenin obsahujících velké množství zkamenělin rostlin a živočichů, významného archeologického naleziště (nejsevernějšího výskytu člověka doby kamenné a jeho dílny v jeskyni Babí pec), symbolu krajiny Českého ráje, naleziště drahých kamenů a v novodobé historii symbolu boje za svobodu českého lidu.

## Přírodní podmínky
Vrch Kozákov (744,1 metrů) je součástí geomorfologického celku Ještědsko-kozákovský hřbet . Na geologické stavbě se podílejí horniny tří útvarů: permu, křídy a neogénu. Základní horninou je permská vyvřelina andezitoid (melafyr), odkrytá zejména ve Votrubcově lomu v jižní části chráněného území. Petrologicky patří k latiandezitom až andezitu, některé polohy vykazují typickou mandlovcovitou texturu. F. Fediuk (2002) zde odlišil šest lávových příkrovů, provazové a valivé textury láv. V žilách a mandlích se nacházejí drahokamové odrůdy křemene ( achát, jaspis, chalcedon, ametyst, kašolong, záhněda) a jiné minerály (zeolity, kalcit atd.).
Kozákov a další naleziště ozdobných kamenů v okolí Turnova znali již umělci v době Karla IV. (zájem byl zejména o jaspis). Rozvoj těžby se pak obnovil za panování Rudolfa II. Na západním svahu Kozákova jsou permské andezitoidy překryty horninami transgresní křídy. Jde převážně o cenomanské křemenné pískovce koryčanských vrstev s otisky schránek mlžů, na bázi křídy o slepence, pískovce a jílovce sladkovodního cenomanu (perucké vrstvy) se zbytky flóry a tenkými slojkami popelovinového uhlí. Pískovce vystupují v tektonicky vysunuté kře na příčném kozákovském zlomu až téměř pod vrchol Kozákova. Mají nezvykle příkré sklony 18–24 stupňů, podmíněné tektonickou pozicí. V pískovcích jsou pozoruhodné pseudokrasové archeologicky významné jeskyně Babí pec a Kudrnáčova pec ) a ve skále vytesaná jizba Drábovna. Pod Drábovnou je kaňonovitá roklina Měsíční údolí. Vrcholovou část Kozákova a část jeho východního a severního svahu tvoří neogenní sopečná vyvřelina čedič s četnými shluky olivínu (tzv. olivínové koule). Nejmladší vyvřeliny na Kozákově jsou datovány do doby před 6,7 až 3,5 miliony let.

### Flóra
Rostliny: lilie zlatohlavá (Lilium martagon), bledule jarní (Leucojum vernuum).

### Fauna
Živočichové: sokol stěhovavý (Falco peregrinus), čáp černý (Ciconia nigra), krahujec (Accipiter nisus), jestřáb lesní (Accipiter gentilis), krkavec černý (Corvus corax), výr velký (Bubo bubo), ořešník kropenatý (Nucifraga caryocatactes), netopýr černý, (Barbastella barbastellus), netopýr velký (Myotis myotis), vrápenec malý (Rhinolophus hipposideros), netopýr vodní (Myotis daubentonii), netopýr ušatý (Plecotus auritus).